# 広島市立牛田小学校
広島市立牛田小学校（ひろしましりつ うしたしょうがっこう）は、広島県広島市東区牛田旭1丁目にある公立小学校。

## 概要
1874年9月30日に創立された学校である。当初は賛成舎（さんせいしゃ）と呼ばれていた。
1947年に現行の広島市立牛田小学校となる。児童数が増え、1969年に広島市立牛田新町小学校と分離、児童数がもっとも多くなった1979年（2096名）の翌年（1980年）に広島市立早稲田小学校と分離した。
2005年2月26日には、新校舎落成記念・130周年記念の式典を盛大に行った。児童数は2012年4月現在968名である。牛田は集合団地やマンションなどが多く、広島市内142校の中で極めて児童数の多い学校である。

## 沿革
による。
- 1874年9月30日-賛成舎創立。
- 1876年3月-牛田学校と改称。
- 1879年12月-牛田小学校と改称。
- 1887年4月1日-牛田簡易科小学校と改称。
- 1891年4月1日-牛田尋常小学校と改称。
- 1895年6月9日-新校舎が竣工。
- 1909年10月1日-安芸郡牛田尋常小学校と改称。
- 1929年4月1日-牛田村の広島市合併に伴い広島市牛田尋常小学校と改称。
- 1941年3月15日-校舎新築移転。
- 1941年4月1日-広島市牛田国民小学校と改称。
- 1944年6月1日-学校給食を開始。
- 1945年8月6日-原子爆弾投下により校舎が大破する。
- 1946年7月6日-校舎修築竣工。
- 1947年4月1日-広島市立牛田小学校(現名称)に改称。

## 通学区域
- 牛田東一丁目、牛田東二丁目（1番～7番）、牛田東三丁目
- 牛田早稲田一丁目、牛田早稲田二丁目（7番、9番～15番）
- 牛田旭一丁目、牛田旭二丁目
- 牛田本町（一丁目～六丁目）
- 牛田中一丁目、牛田中二丁目
- 牛田南一丁目、牛田南二丁目
- 牛田山

## 進学先中学校
- 広島市立牛田中学校

## 校歌
1954年9月30日制定。作詞：葛原しげる、作曲：古関裕而

## 関係者

### 出身者
- 浜田博文（教育学者、筑波大学教授）
- 松井一實（厚生労働官僚、政治家、広島市長）
- 樫野有香（Perfume）